# Uragano atlantico

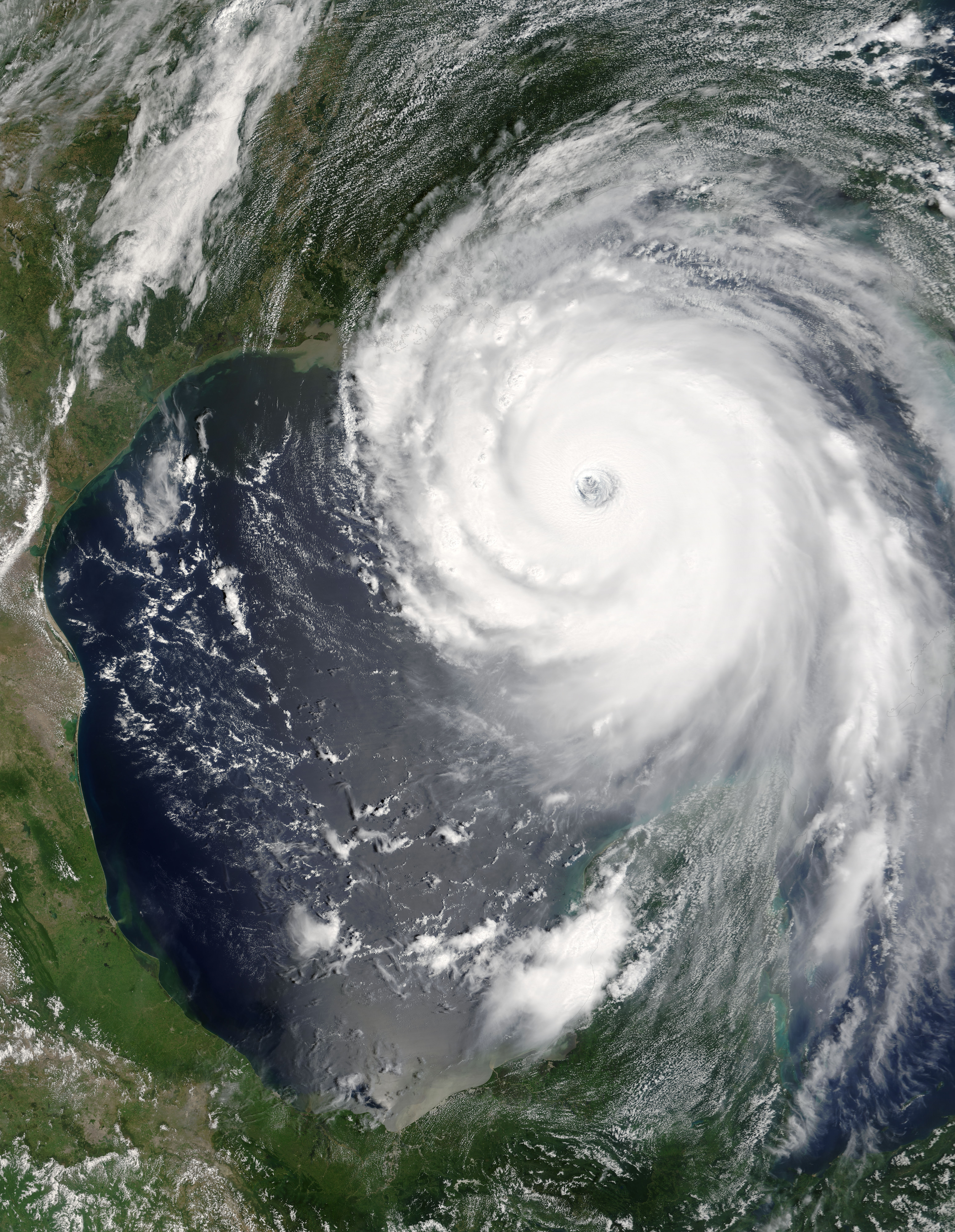
L'uragano atlantico Katrina è stato il più grave in termini di costi della storia degli Stati Uniti

Un uragano atlantico o più brevemente uragano (il nome è di origine caraibica, da hurican o huracan, voce indigena che designa il dio del vento) è un ciclone tropicale che si forma nell'Oceano Atlantico, usualmente nell'emisfero nord, in estate o autunno, con venti sostenuti per un minuto a 119 km/h (64 nodi/32,9 m/s). Quando riferito agli uragani, con "atlantico" ci si riferisce generalmente all'intero "bacino atlantico", che comprende il nord dell'Oceano Atlantico, il Mar dei Caraibi e il Golfo del Messico.

## Descrizione
La maggior parte delle tempeste tropicali e degli uragani si forma tra il 1º giugno e il 30 novembre. Il National Hurricane Center degli Stati Uniti monitora il bacino e pubblica resoconti, osservando e avvisando dei sistemi meteorologici tropicali che si formano nel bacino atlantico.
Le perturbazioni tropicali che raggiungono l'intensità di tempesta tropicale vengono nominate secondo una lista predeterminata. In media si verificano 10 tempeste che raggiungono questa intensità e che vengono quindi nominate; di queste, in media 6 diventano uragani e 3 diventano uragani maggiori (categoria 3 o superiore). Il picco di attività climatologico è intorno al 10 settembre.